# Estación de Castellbisbal
Castellbisbal es una estación de las líneas R4 y R8 de Rodalies Renfe de Barcelona situada en el municipio homónimo.
Es una estación peculiar en la red desde el punto de vista tarifario, ya que según se considere como estación de la R4 o de la línea R8 su zona tarifaria es la 3 o la 3a respectivamente. Desde el punto de vista de la Autoridad del Transporte Metropolitano la estación pertenece a la zona 2B.
Al noreste de la estación, en dirección Barcelona, se separan ambas líneas tomando la R8 el ramal El Papiol-Mollet que circunvala Barcelona para ir a Granollers y la R4 continúa por la línea de Villafranca para entrar a Barcelona por el sur y salir por el norte hacia Manresa.

## Tarifa plana
Esta estación está dentro de la tarifa plana del área metropolitana de Barcelona, cualquier trayecto entre dos de los municipios de la área metropolitana de Barcelona se contará como zona 1.

## Servicios ferroviarios
| << cabecera                                              | < estación | línea | estación >          | cabecera >>       |
| -------------------------------------------------------- | ---------- | ----- | ------------------- | ----------------- |
| Rodalies de Catalunya de Renfe                           |            |       |                     |                   |
| San Vicente de Calders Villafranca del Panadés Martorell | Martorell  |       | El Papiol           | Tarrasa Manresa   |
| Martorell                                                | Martorell  |       | Rubí Can Vallhonrat | Granollers Centro |

## Galería de imágenes
- Wikimedia Commons alberga una categoría multimedia sobre Estación de Castellbisbal.

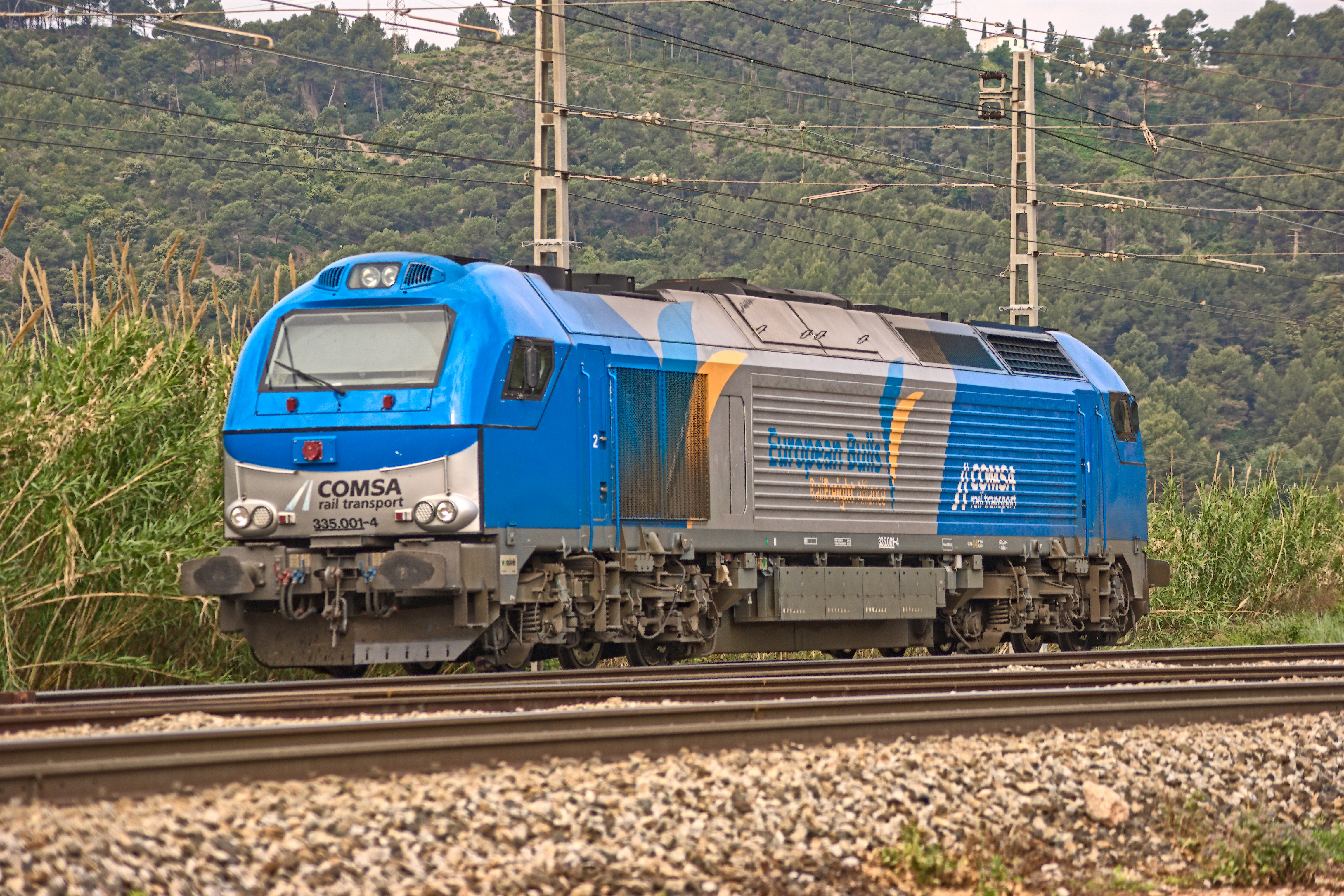
La locomotora diésel-eléctrica 335.001 de Comsa (Euro 4000 de Vossloh) en la topera.
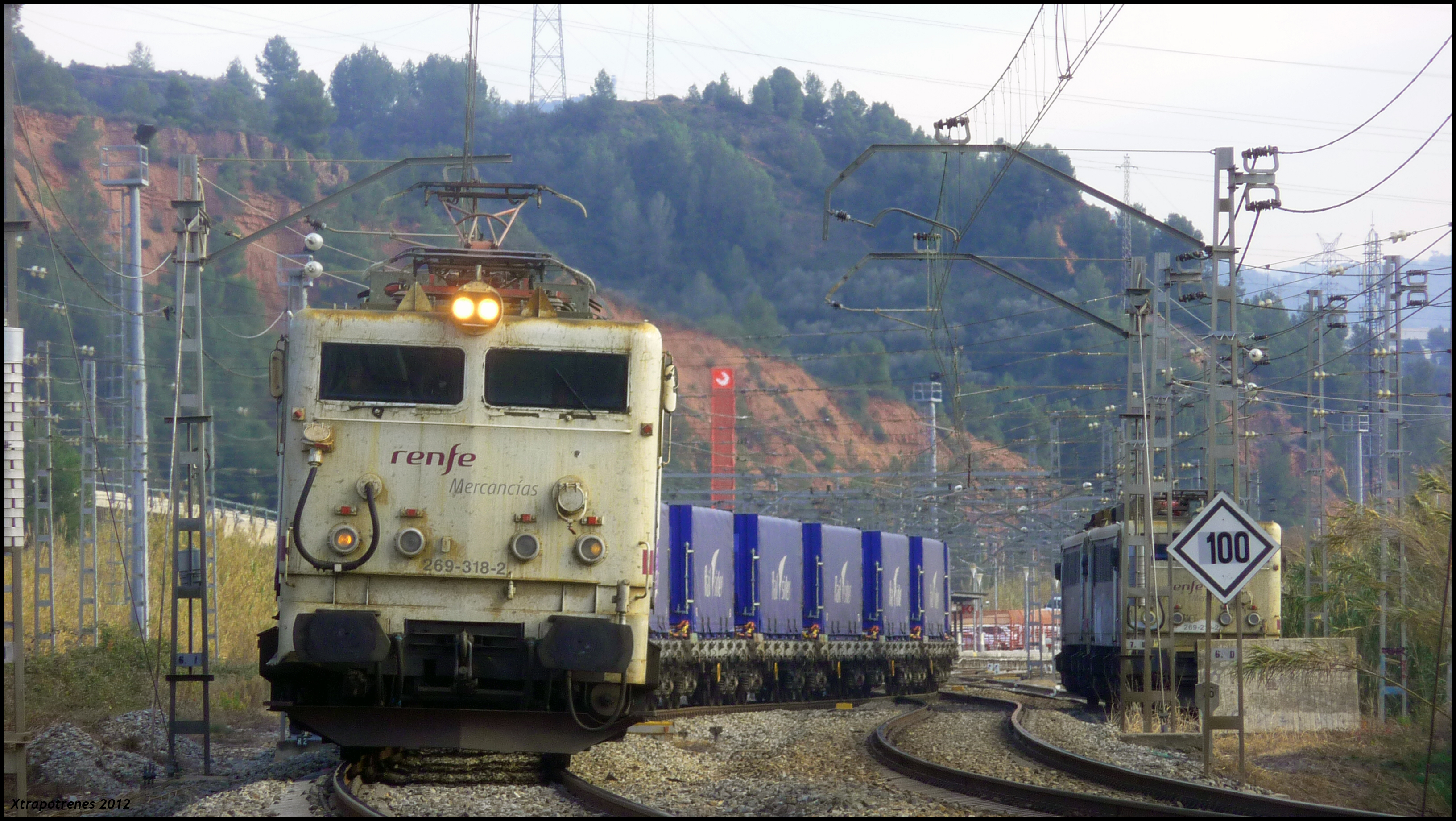
La locomotora eléctrica 269.318 de Renfe Operadora, con un mercancías.
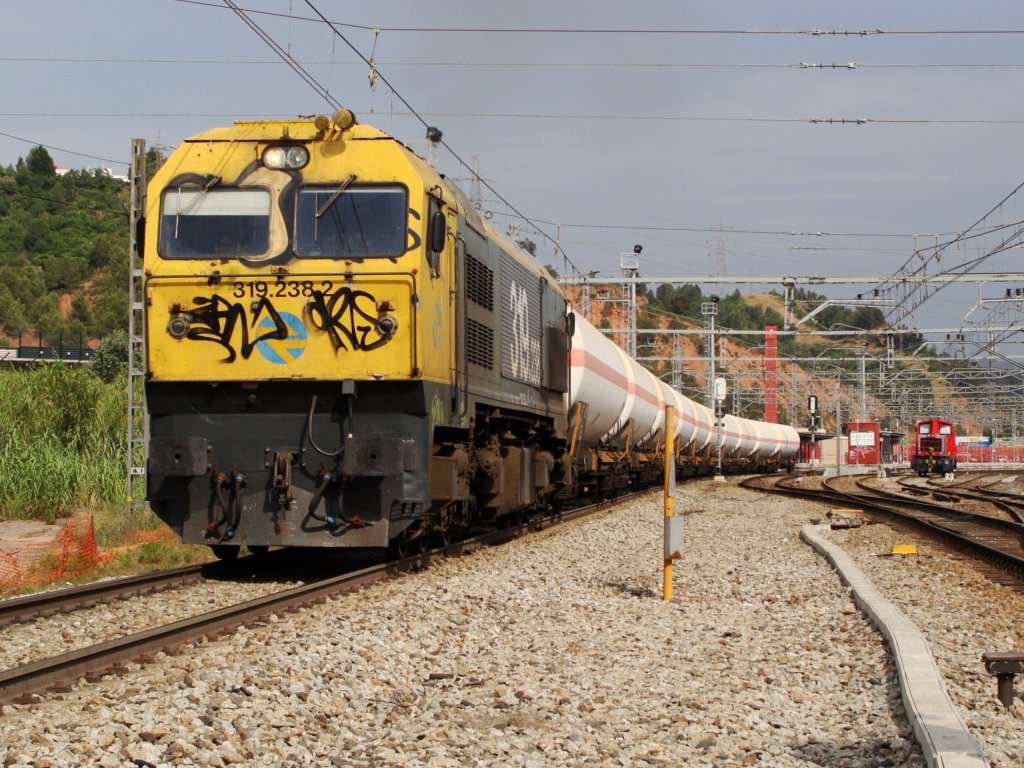
Locomotora 319.238 con el "butanero" Granollers - Tarragona.

- Datos: Q3246217
- Multimedia: Castellbisbal train station / Q3246217